# Эдберг, Нэнси
Нэнси Эдберг (швед. Nancy Fredrika Augusta Edberg, 12 ноября 1832 — 11 декабря 1892) — шведская пловчиха, тренер по плаванию, директор бассейна.

## Биография
Нэнси родилась в провинции Сёдерманланд в 1832 г. Плаванию Нэнси учил её отец, поскольку в те времена физическое воспитание для женщин было мало распространено в Швеции, и специализированное обучение проводила разве что Густава Лидскуг в 1818 г.
В 1847 г. Нэнси работала тренером по плаванию в недавно открытом стокгольмском бассейне. Этот бассейн был первым в Швеции, предназначенным для женщин. Вначале он располагался в Риддархусете, затем переехал в Кастельхолман. В 1851 г. Нэнси стала мастером по плаванию в школе по плаванию  Åbomska simskolan, а с 1853 г. она вела собственные уроки по плаванию в Юргордене. В 1856 г. она получила от короля Оскара I лицензию на собственного бассейна, а в 1856—1858 гг. со своими ученицами проводила показательные выступления по плаванию в плавательной школе Gjörckes simskola для сбора средства на открытие бассейна — вероятно, это были первые подобного рода выступления в Швеции. Бассейн Нэнси открыла в 1859 г. и управляла им до 1866 г.
Среди учениц Нэнси в 1862—1864 гг. были шведская королева Луиза Нидерландская и её дочь принцесса Ловиса Шведская. Хотя обучение плаванию в то время не считалось чем-то престижным для женщин, но участие в этом мероприятии особ королевской крови быстро сделало его популярным. Та же история случилась, когда Нэнси Эдберг в 1864 г. начала вести уроки катания на коньках среди женщин. Доселе подобные забавы считались для женщин настолько неподходящими, что вокруг катка пришлось установить глухой забор, чтобы скрывать женщин от посторонних глаз. Но когда королева и принцесса сами начали посещать уроки, катание на коньках тоже стало модным. Среди учениц Нэнси были также Александра Датская и Мария Фёдоровна.
Нэнси Эдберг много сделала для популяризации плавания: продемонстрировала искусство плавания в Осло, отправилась с миссией в Санкт-Петербург, посетила Копенгаген, Тронхейм и многие шведские города «от Истада до Эстерсунда».
В 1867—1873 гг. Нэнси была замужем за датским литографом Карлом Андерсеном. Умерла в 1892 г. в Стокгольме.